# Fabcaro
Pour les articles homonymes, voir Caro.
Fabrice Caro, dit Fabcaro ou parfois Fab, est un auteur de bande dessinée, romancier  et musicien français, né le 10 août 1973 à Montpellier.

## Biographie

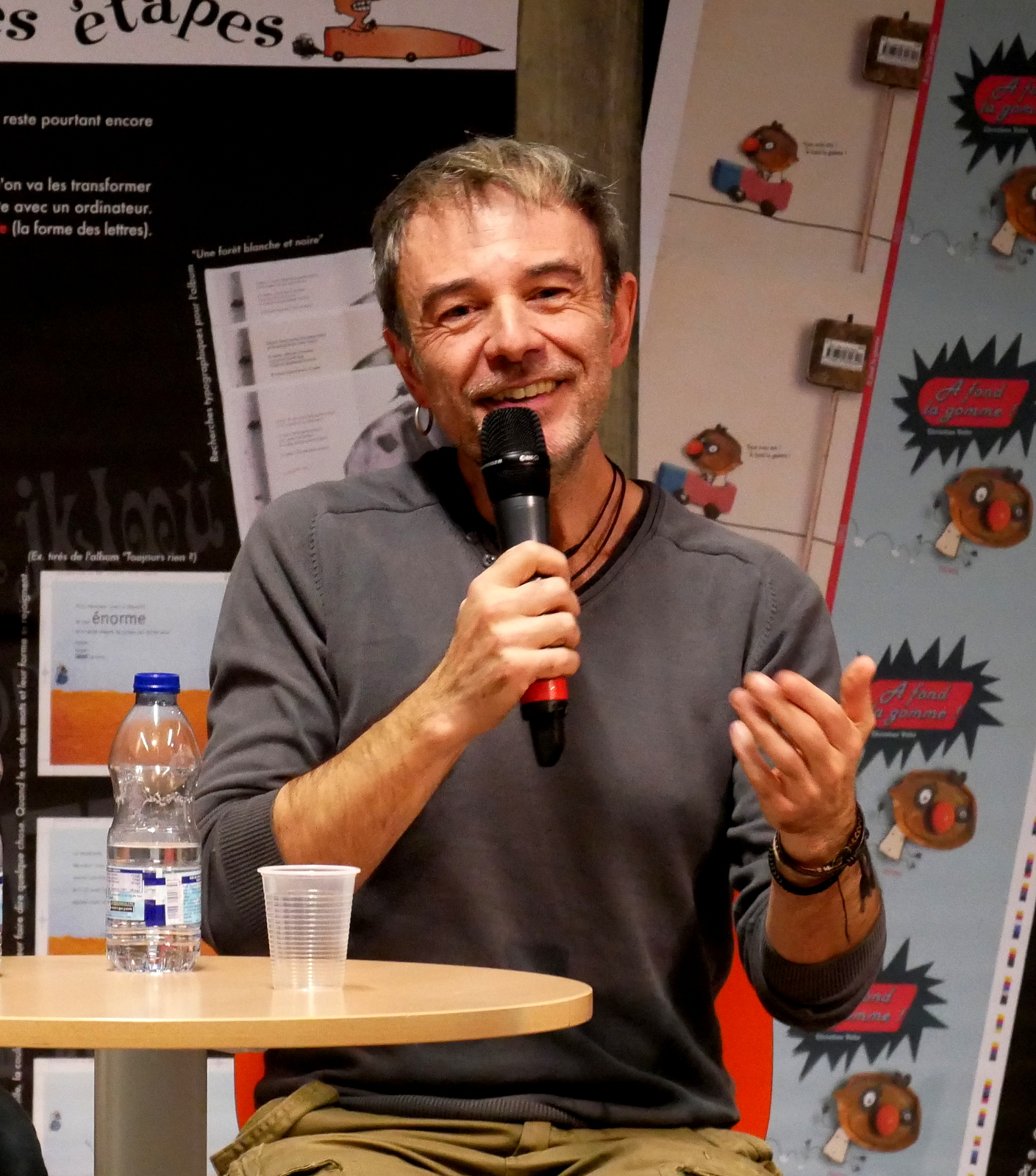
Fabcaro à la Médiathèque Grand M à Toulouse en 2018.

Fabrice Caro, surtout connu sous le pseudonyme Fabcaro, est né à Montpellier en 1973, d'un père cuisinier et d'une mère caissière. Après un baccalauréat scientifique et une licence de physique, il se dirige d'abord vers le professorat en entrant dans un IUFM, puis entreprend une carrière de dessinateur-scénariste à partir de 1996 en travaillant pour diverses revues de bandes dessinés (notamment FLBLB en 2003-2004, Psikopat, Jade entre 2006 et 2013, Tchô !, L'Écho des savanes, Zoo, CQFD…), la presse et l'illustration de livres. À partir de 2005, il participe au travail de différents collectifs, en particulier ceux de 6 Pieds sous terre et La Cafetière. Il écrit en 2006 Figurec, qui fait l'objet d'une adaptation en bande dessinée par Christian De Metter l'année suivante,,.
Le succès arrive en 2015 avec Zaï zaï zaï zaï, bande dessinée qui, d'après Télérama, réussit à doser « critique sociale et éclats de rire ».
En 2018 paraît Moins qu'hier (plus que demain) ayant pour thème la vie de couple et mélangeant humour absurde et satire sociale. Elle reçoit un accueil critique favorable,,.
En parallèle de sa carrière dans la bande dessinée, Fabcaro est également musicien, auteur-compositeur et chanteur. Il est à l'origine en 1994 du groupe de rock Hari Om et réalise en 1999 un album en solo Les Amants de la rue Sinistrose puis en 2014 Shhherpa.
Le 20 décembre 2022, il est annoncé qu'il prendra la suite de Jean-Yves Ferri en tant que scénariste d'Astérix pour un album qui sort le 26 octobre 2023 appelé L'Iris blanc. L'album est fidèle au style du personnage du petit Gaulois mais met en avant aussi « nos obsessions contemporaines ».
Le 28 octobre 2024, il annonce qu'il sera à nouveau le scénariste du prochain album d'Astérix, la sortie de l'album est prévue pour l'automne 2025.

### Vie privée
Il vit à Bédarieux, dans l'Hérault. Il a deux filles, Iris et Sarah,.

### Style
À partir de Zaï Zaï Zaï Zaï, Fabcaro adopte parfois le procédé de la case fixe, où la même case se répète plusieurs fois de suite et où seuls les phylactères changent. Ce procédé, qu'on a pu trouver chez Charles Schulz, chez Claire Bretécher ou dans les premières BD de Lewis Trondheim, suscite après son emploi par Fabcaro un engouement chez d'autres auteurs de bandes dessinées.

## Œuvres

### Bande dessinée
- Le Steak haché de Damoclès, La Cafetière, coll. « Corazon », 2005  (ISBN 2-84774-006-6)
- Fernandel, BDMusic, coll. « BDChanson » no 3, 2006
- Talijanska, La Cafetière, coll. « Corazon », 2006  (ISBN 2-84774-009-0)
- Droit dans le mûr, La Cafetière, coll. « Corazon », 2007  (ISBN 978-2-84774-012-7)
- La Bredoute : parce que tout le monde est différent de chacun, 6 Pieds sous terre, coll. « Lépidoptère », 2007  (ISBN 2-352-12021-7)
- Figurec, (scénario), avec Christian De Metter (dessin et scénario), Casterman, 2007, adaptation de son roman paru en 2006  (ISBN 978-2-203-39168-0)
- Like a steak machine, La Cafetière, coll. « Corazon », 2009  (ISBN 978-2-84774-016-5)
- La Clôture, 6 pieds sous terre, coll. « Monotrème », 2009  (ISBN 978-2-352-12047-6)
- Jean-Louis (et son encyclopédie), Drugstore, 2009  (ISBN 978-2-7234-6726-1)
- Steve Lumour, Le Lombard :

1. L'Art de la winne, 2011  (ISBN 978-2-8036-2882-7)

- -20% sur l'esprit de la forêt, 6 pieds sous terre, coll. « Monotrème », 2011  (ISBN 978-2-352-12077-3)
- L'Infiniment moyen, Même pas mal, 2011 (réédité en 2017)  (ISBN 978-2-918645-05-4) - Prix Lycéen de la BD 2016
- Amour, Passion & CX Diesel (scénario), avec James (dessin) et BenGrrr (couleur), AUDIE, coll. « Fluide glacial » :

1. Amour, Passion et CX Diesel, 2011  (ISBN 978-2-352-07103-7)
2. Amour, Passion et CX Diesel. Saison 2, 2012  (ISBN 978-2-352-07198-3)
3. Amour, Passion et CX Diesel. Saison 3, 2014  (ISBN 978-2-85815-832-4)

- L'Album de l'année, La Cafetière, 2011  (ISBN 978-2-84774-018-9)
- On est pas là pour réussir, La Cafetière, 2012  (ISBN 978-2-84774-022-6)
- Z comme Don Diego (scénario), avec Fabrice Erre (dessin) et Sandrine Greff (couleur), Dargaud :

1. Coup de foudre à l'hacienda, 2012  (ISBN 978-2-205-06941-9)
2. La Loi du marché, 2012. Préface de Guillaume Bouzard  (ISBN 978-2-205-07001-9)

- Participations à Alimentation générale, Vide Cocagne, 2012-2013
- Jours de gloire, AlterComics, 2013  (ISBN 978-2-8207-0089-6)
- Carnet du Pérou. Sur la route de Cuzco, 6 pieds sous terre, 2013  (ISBN 978-2-352-12103-9) - Sélection officielle du festival d'Angoulême 2014
- Mars ! (scénario), avec Fabrice Erre (dessin), AUDIE, 2014  (ISBN 978-2-352-07359-8)
- Parapléjack, La Cafetière, 2014  (ISBN 978-2-84774-023-3)
- Les impétueuses Tribulations d'Achille Talon, avec Serge Carrère (dessin) et Mel (couleurs), Dargaud :

1. Achille Talon est un homme moderne, 2014
2. Achille Talon a su rester simple, 2015
3. Achille Talon est proche du peuple, 2016

- Talk show, Vide Cocagne, 2015  (ISBN 979-1-09-042563-7)
- Zaï zaï zaï zaï, 6 pieds sous terre, 2015  (ISBN 978-2-352-12116-9)
- Steak it easy (compilation de Le steak haché de Damoclès, Droit dans le mûr et Like a steak machine), La Cafetière, 2016  (ISBN 978-2-84774-024-0)
- Pause, La Cafetière, 2017  (ISBN 978-2-84774-025-7)
- Et si l'amour c'était aimer, 6 pieds sous terre, 2017  (ISBN 978-2-352-12135-0)
- CONversations, avec Jorge Bernstein, Éditions Rouquemoute, 2018  (ISBN 979-1-09-670821-5)
- Moins qu'hier (plus que demain), Glénat, 2018  (ISBN 978-2-344-02579-6)
- Zéropedia (scénario), avec Julien/CDM (dessin), Dargaud, 2018  (ISBN 978-2-205-07775-9)
- Open Bar - 1re tournée, Pataquès, 2019  (ISBN 978-2-413-00803-3)
- Open Bar - 2e tournée, Pataquès, juin 2020  (ISBN 978-2-413-02503-0)
- Walter Appleduck (scénario), avec Fabrice Erre (dessin), Dupuis,

1. Cow-boy stagiaire, février 2019  (ISBN 979-1-03-473685-0)
2. Un cow-boy dans la ville, mai 2020  (ISBN 979-1-03-473899-1)

- Formica, une tragédie en trois actes, 6 pieds sous terre, 2019  (ISBN 978-2352121510)
- Moon River, 6 Pieds sous terre, septembre 2021
- Guacamole Vaudou, mai 2022  (ISBN 978-2-02-148384-0), sous la forme parodique de roman-photo.
- Fabcaro, premiers pas, deux récits inédits accompagnés de textes critiques de Maël Rannou, La Cafetière/Cité internationale de la bande dessinée et de l'image, 2022.

- Astérix, (scénario) avec Didier Conrad (dessin) 
  1. L'Iris blanc, 26 octobre 2023
  2. Astérix en Lusitanie, 23 octobre 2025

Fab
Fab est le pseudonyme sous lequel Fabcaro a signé plusieurs scénarios et travaux de commandes, principalement pour les éditions Jungle, notamment :
- Les Annonces en BD..., avec Aurel, Jungle
- Les Parisiens, avec Désert, Jungle
- Les Marseillais, avec Domont, Jungle

### Romans
En tant que Fabrice Caro
- Figurec, Gallimard, coll. « Blanche », 2006. Adapté l'année suivante en bande dessinée, dessinée par Christian De Metter, aux éditions Casterman.
- Le Discours, Gallimard, coll. « Sygne », 2018 (adapté au cinéma par Laurent Tirard en 2020)
- Broadway, Gallimard, coll. « Sygne », 2020
- Samouraï, Gallimard, coll. « Sygne », 2022
- Journal d'un scénario, Gallimard, coll. « Sygne », 2023
- Fort Alamo, Gallimard, coll. « Sygne », 2024
- Les Derniers Jours de l'apesanteur, Gallimard, coll. «Sygne», 2025  (ISBN 9782073121493)

### Discographie
Avec le groupe Hari Om
- Hari Om, 1994

En solo

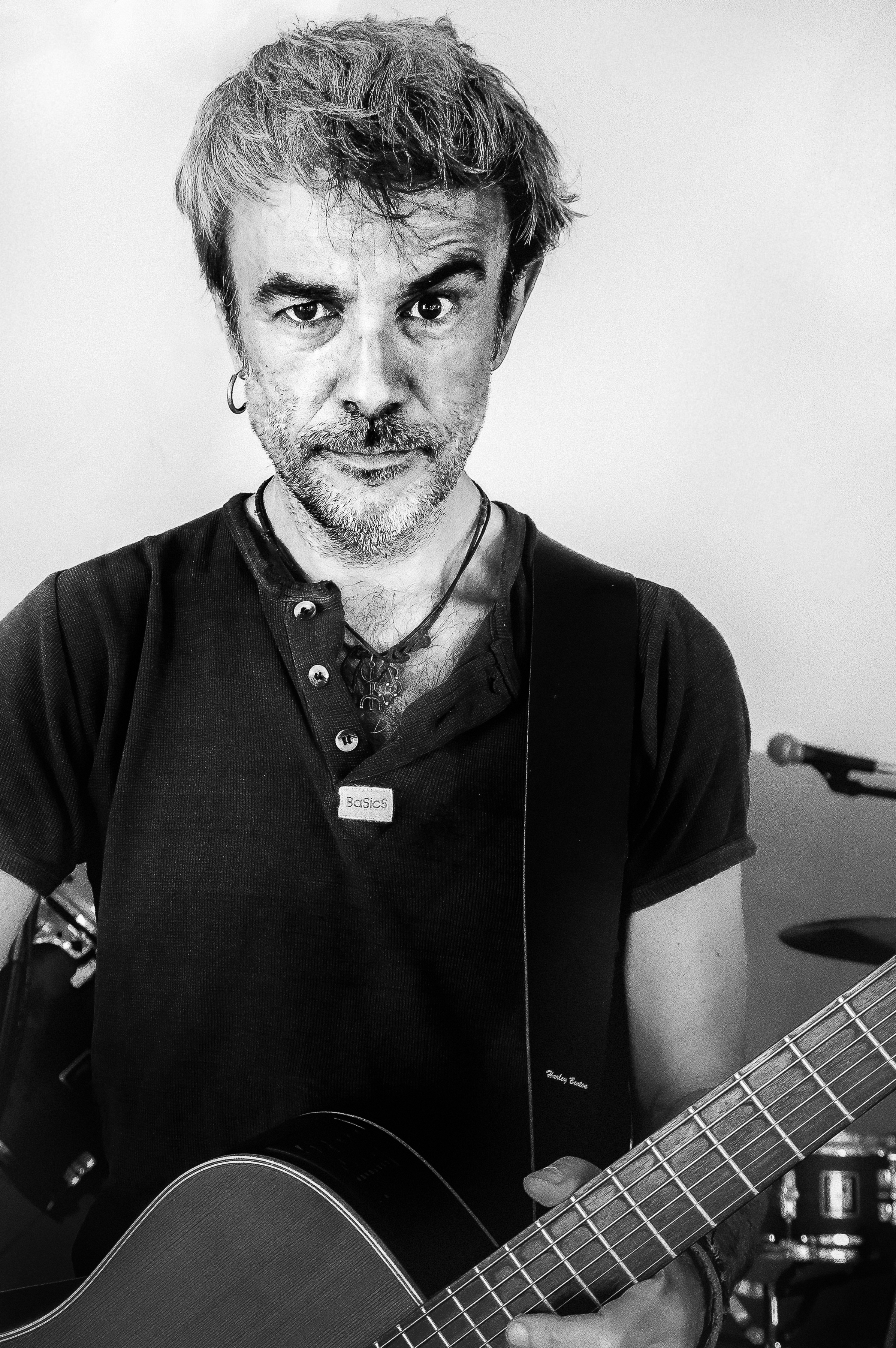
Fabcaro en 2016.

- Les Amants de la rue Sinistrose, Label Contact, 1999
- Shhherpa, 2014 avec Jean-Luc Arnal

Collaboration
- solo de guitare sur le titre Pourvu qu'on ait l'ivresse et guitare rythmique sur Solitaires, album Interstices du groupe les Songe-creux, 2002

### Jeux de société
Illustration de jeux de société en tant que Fabcaro
- Crazy Theory, 2019 (Par Christian Rubiella et Fabrice Andrivon, Illustré avec Mathieu Clauss, édité par Le Droit de Perdre)[13]

## Exposition
- Fabcaro sur la colline (sous-titré Zaï zaï zaï zaï), rétrospective à la Cité internationale de la bande dessinée et de l'image, du 12 juillet 2022 au 5 mars 2023[14]

## Adaptations de ses œuvres
- Le Discours, film de Laurent Tirard, 2020, adapté du roman du même nom
- Le Discours, pièce de Simon Astier, adaptée du roman du même nom ; spectacle seul en scène joué au théâtre Michel (Paris) à l'automne 2021
- Zaï zaï zaï zaï, film réalisé par François Desagnat, 2022
- Formica, pièce de théâtre adaptée de la BD éponyme, par Amélie Étasse et mis en scène par Clément Séjourné et Amélie Étasse, jouée au Théâtre des Gémeaux Parisiens (Paris 20eme), 2024

## Distinctions
La bande dessinée Zaï zaï zaï zaï parue en 2015 a remporté de nombreux prix, notamment :
- Prix Philippe Geluck 2015, créé spécialement par Philippe Geluck lors du Prix Landerneau BD 2015[15]
- Grand prix de la critique 2015[16],[17]
- Prix Ouest-France - Quai des Bulles 2015[18]
- Prix des libraires de bande dessinée 2016[19]
- Prix SNCF du polar 2016, catégorie BD[20]

La ville de Montpellier lui rend hommage au printemps 2017 avec une exposition à la salle Dominique Bagouet intitulée « La Zaï zaï zaï zaï attitude ». Organisée par les éditions 6 Pieds sous terre, cette exposition s'intéresse à la dimension autobiographique de l'œuvre de Fabcaro en lui associant le regard de trois autres auteurs : Émilie Plateau, Tanxxx et Gilles Rochier. Fabrice Erre, auteur de bande dessinée et collaborateur régulier de Fabcaro, est le commissaire d'exposition.
Lors de la rentrée littéraire 2020, Fabrice Caro remporte la troisième édition du prix Joseph à Montpellier avec son roman Broadway (Gallimard).

#### Lectures critiques
- Marie M, « Talijanska - par Fabcaro - La Cafetière », sur Actua BD, 28 octobre 2006
- Baptiste Gilleron, « Droit dans le mûr - par Fabcaro - La Cafetière », sur Actua BD, 14 janvier 2008
- Baptiste Gilleron, « Like a steak machine - Par Fabcaro - La Cafetière », sur Actua BD, 13 octobre 2009
- Baptiste Gilleron, « L’Album de l’année - Par Fabcaro - La Cafetière », sur Actua BD, 19 février 2011
- Bdzoom, « « Zaï Zaï Zaï Zaï » de Fabcaro, Grand Prix de la Critique ACBD 2016 ! », sur BD Zoom, 8 décembre 2015
- Charles-Louis Detournay, « Amour, passion et CX diesel, Saison 3 - Par James, BenGrrr & Fabcaro - Fluide Glacial », sur Actua BD, 13 mai 2014
- Gilles Ratier, « « Achille Talon » version XXIe siècle : retour gagnant ! », sur BD Zoom, 16 août 2014
- Julien Baudry, « Fabcaro ou le comique déceptif », sur du9, janvier 2015 (consulté le 10 février 2023)
- Charles-Louis Detournay, « Zaï zaï zaï zaï - Par Fabcaro - 6 pieds sous terre », sur Actua BD, 29 mai 2015
- Tristan Martine, « Achille Talon a su rester simple - Par Fabcaro et S. Carrère - Dargaud », sur Actua BD, 22 décembre 2015
- Didier Pasamonik, « Les Nouvelles aventures de Gai-Luron par Fabcaro et Pixel Vengeur ! », sur Actua BD, 19 juin 2016
- Henri Filippini, « « Achille Talon (Les Impétueuses tribulations d’) T3 : Achille Talon est proche du peuple » par Serge Carrère et Fabcaro », sur BD Zoom, 17 avril 2017
- Frédéric Hojlo, « Victime de son succès, Fabcaro fait une "Pause" », sur Actua BD, 4 mai 2017
- Gilles Ratier, « « Moins qu’hier (plus que demain) » par Fabcaro », sur BD Zoom, 4 juin 2018
- Céline Bertiaux, « Moins qu’hier (plus que demain), une belle entrée en matière pour GlénAAARG », sur Actua BD, 6 juin 2018
- Céline Bertiaux, « CONversations - Par Jorge Bernstein et Fabcaro - Rouquemoute », sur Actua BD, 27 juin 2018
- Céline Bertiaux, « Et si l’amour c’était aimer ? - Par Fabcaro - 6 Pieds Sous Terre », sur Actua BD, 18 juillet 2018
- Frédéric Bosser, « Formica : repas de famille », dBD, no 137,‎ octobre 2019, p. 88.

#### Interviews
- Nicolas Anspach, Erik Kempinaire, Fabrice Caro et Christian De Metter, « De Metter et Caro : "Figurec, c’est de l’anticipation à très court terme !" », sur Actua BD, 22 mars 2007
- Emmanuel Lafrogne et Fabcaro, « Fabcaro : "Bernardo ou le sergent Garcia sont de vrais cadeaux" », sur Tout en BD, 14 mars 2012
- Frédéric Potet et Fabcaro (int.), « Un apéro avec… Fabcaro : « Chez moi, je suis le relou de service » », Le Monde,‎ 15 décembre 2018 (lire en ligne)
- Fabcaro (interviewé) et Maël Rannou, « De l'underground au mainstream. Fabcaro, un créateur omnipotent », Les Cahiers de la bande dessinée, no 4,‎ juillet-septembre 2018, p. 32-43
- Boris Henry, « Fabcaro : rire, sciences et poésie », ZOO,‎ mai-juin 2018, p. 10.